# Sarcophyton griffini
Sarcophyton griffini is een zachte koraalsoort uit de familie Alcyoniidae. De koraalsoort komt uit het geslacht Sarcophyton. Sarcophyton griffini werd in 1919 voor het eerst wetenschappelijk beschreven door Moser. 